# Running Bear
Running Bear ist ein Song von J. P. Richardson, der 1959 in der Version von Johnny Preston den ersten Platz der Billboard Hot 100 erreichte. Die 1969 veröffentlichte Version des Country-Sängers Sonny James erreichte Platz eins der Country-Charts.

## Das Original
In dem 2:33 Minuten langen Stück geht es um die unglückliche Liebe zwischen dem Indianerpaar Running Bear und Little White Dove. Beide trennen nicht nur ihre verfeindeten Stämme, sondern auch der reißende Fluss, an dessen Ufern sie sich gegenüberstehen. Die Lage ist aussichtslos („their love could never be“), und so stürzen sie sich in das schäumende Wasser, wo sie in die „Ewigen Jagdgründe“ hinabgezogen werden und erst dort ihr Glück finden.
Der von J. P. Richardson alias „The Big Bopper“ geschriebene Song wurde im Herbst 1958 im Gold Star Studio in Houston produziert. Aufnahmeleiter war Bill Hall, die Hintergrundmusik lieferte die Studioband mit dem Saxophonisten Link Davis, dem Gitarristen Hal Harris sowie Doc Lewis am Klavier und Buck Henson am Schlagzeug. Richardson, Hall und George Jones sorgten für den „Indianersound“. Richardson erlebte die Veröffentlichung der Platte nicht mehr, denn er kam am 3. Februar 1959 bei einem Flugzeugabsturz ums Leben. Am 6. Juli 1959 veröffentlichte Mercury die Single Running Bear mit der B-Seite My Heart Knows unter der Katalog-Nr. 71474. Am 12. Oktober 1959 notierte das Billboard-Magazin Running Bear erstmals in den Hot 100, wo der Titel Platz 83 erreichte. Nach drei Wochen fiel Preston wieder aus den Charts heraus, feierte aber 23. November ein Comeback und stand schließlich am 18. Januar 1960 erstmals auf Platz eins der Single-Charts. Dort konnte sich das Stück drei Wochen lang halten. Insgesamt platzierte sich der Indianer-Song 25 Wochen unter den 100 besten Singles.
Auch in Großbritannien und Deutschland war Johnny Prestons Running Bear erfolgreich. In beiden Ländern wurde die Single ebenfalls mit der B-Seite My Heart Knows vertrieben, in Großbritannien unter der Katalog-Nr. AMT 1079 und in Deutschland unter 21406. In Großbritannien stand Running Bear im März 1960 für zwei Wochen bei New Musical Express auf dem ersten Platz, während es in Deutschland Rang 36 erreichte.

## Coverversionen

### USA
Ebenfalls 1959 veröffentlichte die New Yorker Plattenfirma Bell unter der Katalog-Nr. 133 eine Running-Bear-Version mit dem weithin unbekannten Sänger Mark Devon. Die Platte mit der B-Seite Not One Minute More, gesungen von Lee Bennett, blieb ebenfalls weitgehend unbeachtet. Viel erfolgreicher war der amerikanische Country-Sänger Sonny James, der seine Single-Version (Capitol Records Nr. 2486) von Running Bear 1969 noch einmal in die US-Charts brachte und bei den Country-Charts sogar Platz eins erreichte.
1962 erschien eine Fassung des Country-Sängers George Jones auf dessen Langspielplatte The New Favorites of George Jones (Kat.-Nr. 3193). Weitere Albumtracks mit Running Bear erschienen 1975 mit Danny Davis (Dream Country) und 1983 mit Stiff Little Fingers (All the Best).

### Deutschland
In Deutschland veröffentlichten die Plattenfirmen seit Mitte der 1950er Jahre deutschsprachige Coverversionen ausländischer Pop-Erfolge. Im Mai 1960 brachte Polydor die deutsche Adaption von Running Bear mit dem Titel Brauner Bär und weiße Taube, gesungen vom US-amerikanischen Sänger Gus Backus heraus („Brauner Bär war ein junger Indianer mit roter Haut / Und er träumte, weiße Taube wäre seine Indianerbraut“). Die Single erschien unter der Nr. 24250 und mit der B-Seite Blue Boy, ebenfalls von Backus gesungen. Produzent war Gerhard Mendelson, den Text hatte Hans Bradtke geschrieben und das Playback lieferte das Orchester Johannes Fehring. Anders als im Original gab Bradtke der Story ein Happy End: Keine verfeindeten Stämme, der Fluss trocknet aus, Brauner Bär läuft hinüber „und so blieb er für immer bei ihr, weiße Taube war all sein Glück.“ Für Gus Backus wurde der Titel zum ersten großen Erfolg. Am 10. September 1960 wurde die Version erstmals vom Musikmarkt in den Top 50 notiert, erreichte mit dem 16. Platz die Spitzennotierung und hielt sich insgesamt sieben Monate in den Top 50. Die Single verkaufte sich über 100.000 Mal. 2007 nahmen die Cagey Strings Brauner Bär und weiße Taube in ihre CD 25 Jahre Rock’N’Roll-Oldies und Raritäten auf.

### Österreich
1980 veröffentlichte das österreichische Popduo Waterloo & Robinson eine Coverversion von Running Bear als B-Seite der Single Eleonora. 2016 nahm sich Waterloo erneut des Lieds an und veröffentlichte gemeinsam mit Roberto Blanco ein Remake der deutschen Version Brauner Bär und Weiße Taube. Da es sich um zwei männliche Interpreten handelt, wurde der Text insofern adaptiert, dass die beiden Indianer Brauner Bär und Weiße Taube beide in dieselbe Frau verliebt sind.